# São Paulo, São Paulo
São Paulo, São Paulo é uma canção do grupo paulistano Premeditando o Breque, lançada em 1983. A canção é o maior sucesso do grupo, e numa votação de 2003, foi eleita em 2º lugar como música-símbolo da cidade de São Paulo. A música foi lançada em um compacto simples pela Lira Paulistana em 1983, e lista as características boas e más de São Paulo de forma bem-humorada.
A canção é uma clara referência a outra chamada New York, New York, famosa na voz de Frank Sinatra.

## O sucesso
A canção logo começou a fazer um certo sucesso nas rádios, e o Premê passou a se apresentar em diversos programas de televisão. Os arranjos da canção foram feitos por Nelson Ayres, e quem a canta é Osvaldo Luiz Fagnani. São Paulo, São Paulo foi incluída na trilha-sonora da novela Vereda Tropical.

## Versão ao vivo
A canção teve uma versão ao vivo no álbum Vivo (1997), que foi gravado no dia 1 de julho de 1997, no Teatro Popular do Sesi e lançado no mesmo ano pela gravadora Velas.